# フレスポしんかな
フレスポしんかなは、大阪府堺市北区に所在するショッピングセンターである。2012年（平成24年）3月31日に閉館したしんかなCITY（しんかなシティ）の跡地に、2013年（平成25年）9月19日に開業した。

## 概要
地下鉄御堂筋線新金岡駅前に立地している。「しんかな」とは、同施設の所在地である新金岡町の略称である。
新金岡駅前の土地区画整理事業の一環として建設され、南海電気鉄道資本のショッピングセンターであるCITYの一施設、しんかなCITYとして1992年（平成4年）9月2日に開業した。
1994年（平成6年）に開かれた第一回堺市景観賞で当施設の建物が最優秀賞を受賞した。
しんかなCITYは2012年（平成24年）3月31日をもって閉館した。
しんかなCITYの閉館後は、南海グループから大和ハウスグループに移管され、2013年（平成25年）9月19日にフレスポしんかなが開業した。しんかなCITY時代はスーパーマーケットが出店していなかったが、フレスポしんかなには関西スーパーが出店している。

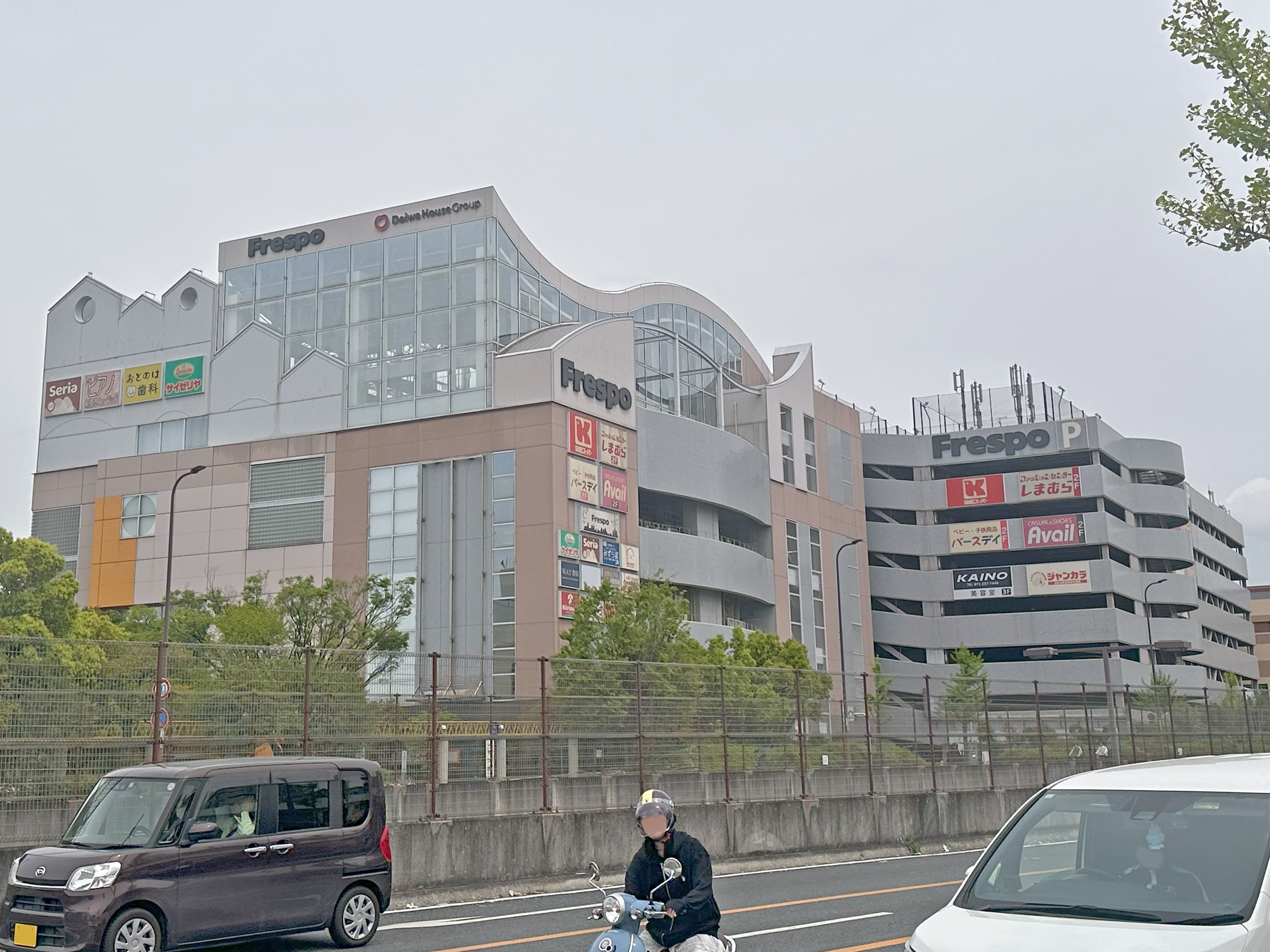
フレスポしんかな（中環側）
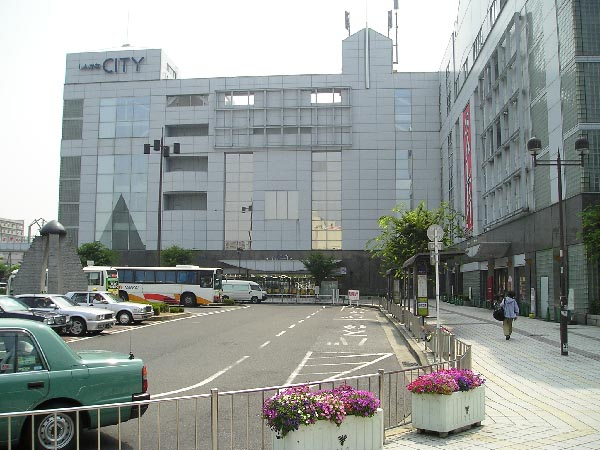
しんかなCITY時代（バス停側）
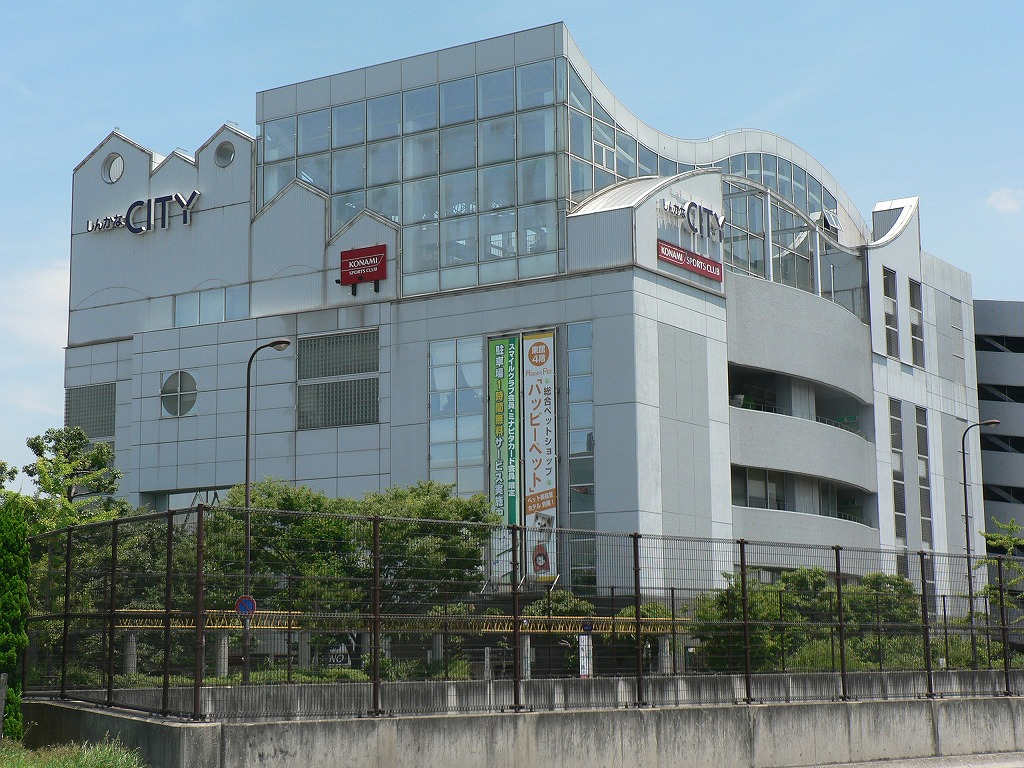
しんかなCITY時代（中環側）

## 主なテナント
- 関西スーパー[9]（1階）
- キリン堂（1階）
- しまむら・アベイル・バースデイ[10]（2階）
- セリア（3階）
- WAY書店（3階）
- ジャンボカラオケ広場[10]（4階）

その他のテナントについてはショップリストを参照。

### しんかなCITY時代
しんかなCITY時代は西館はグルメを中心に、東館はファッションを中心に出店していた。
- オンセンド（1階）
- ダイソー（3階）

## フロア構成
東館と西館から構成されている。両館とも、1階から4階までが商業フロアになっており、5階・6階・屋上（7階相当）が駐車場となっている。
| 階   | 西館                 | 東館                    |
| ---- | -------------------- | ----------------------- |
| 屋上 | 駐車場               | 駐車場                  |
| 6階  | 駐車場               | 駐車場                  |
| 5階  | 駐車場               | 駐車場                  |
| 4階  | ジャンカラ           | 屋内型遊園地            |
| 3階  | クリニック           | 100円ショップ・サービス |
| 2階  | バースデイ           | しまむら・アベイル      |
| 1階  | サイゼリヤ・キリン堂 | 関西スーパー            |

### しんかなCITY時代
しんかなCITY時代の駐車場は720台収容で、2000円以上の買物をすると2時間まで無料となっていた。
|      | 西館             | 東館                                   |
| ---- | ---------------- | -------------------------------------- |
| 屋上 | 駐車場           | 駐車場                                 |
| 6階  | 駐車場           | 駐車場                                 |
| 5階  | 駐車場           | 駐車場                                 |
| 4階  | スポーツクラブ   | アウトドア・ホビー                     |
| 3階  | 写真館           | 100円ショップ・アミューズメント        |
| 2階  | カジュアルグルメ | メンズファッションとレディスエレガント |
| 1階  | バラエティフーズ | レディスカジュアルとアメニティグッズ   |

## 周辺
- 新金岡駅
- 新金岡団地
- そよら新金岡
  - イオンスタイル新金岡
- ドン・キホーテ新金岡店
- 大阪ろうさい病院
- 堺市北区役所
- 北堺警察署
- 大泉緑地
- 金岡公園
- 新金岡公園
- 金岡東公園
- ときはま線
- 府道大阪中央環状線

## アクセス
- 地下鉄御堂筋線 「新金岡駅」 2番出口すぐ。

## 系列施設
- CITY
  - なんばCITY
  - いずみおおつCITY
  - とくしまCITY（元系列、閉館）